# Мамолаево
Мамола́ево (мокш. Малав, Малавеле) — село в Ковылкинском районе Мордовии, центр Мамолаевского сельского поселения.
Название-антропоним: из актовых документов известно, что во 2-й половине 17 в. Тимралей мурза Усекаев, князь Тенишев, «купил у мордвина деревни Мамолаевой Сидня Мамолаева землю по реке Мокша». В «Списке населённых мест Пензенской губернии» (1869) Мамолаево — село казённое из 101 двора Краснослободского уезда. В 1914 г. Мамолаево было волостным центром, включавшим 13 поселений. В 1930-х гг. был создан откормочный совхоз, преобразованный в ТОО, с 2002 г. — СХПК «Мамолаевский». В 1998 г., благодаря усилиям председателя совхоза - Тюрькина Н.В.,  село было газифицировано и проведён водопровод.   В современном селе — основная школа, библиотека, Дом культуры, отделение связи, сберкасса, медпункт. Мамолаево — родина члена РСДРП Н. Е. Петянина, советско-партийного работника С. Я. Арапова, литературоведа и критика М. И. Малькиной. В Мамолаевскую сельскую администрацию входят д. Новое Лепьёво (447 чел.) и с. Самозлейка (309 чел.).

## География
Расположено на р. Рябка (Рапца), в 60 км от районного центра и железнодорожной станции Ковылкино.

## Население
| 2001 | 2002 | 2010 |
| ---- | ---- | ---- |
| 517  | ↘496 | ↘420 |

Национальный состав
В основном мокша.